# Hans F. Zacher
Hans Friedrich Zacher (* 22. Juni 1928 in Erlach am Inn, Niederbayern; † 18. Februar 2015 in Starnberg) war ein deutscher Rechtswissenschaftler. Er war ordentlicher Professor für Öffentliches Recht, insbesondere Deutsches und Bayerisches Staats- und Verwaltungsrecht an der Ludwig-Maximilians-Universität München und Direktor des Max-Planck-Instituts für ausländisches und internationales Sozialrecht. Von 1990 bis 1996 war er Präsident der Max-Planck-Gesellschaft. Zacher hatte das Sozialrecht in Deutschland als wissenschaftliches Fach maßgeblich mitbegründet.

## Leben
Hans Friedrich Zacher wurde als Sohn eines Volksschullehrers geboren. Nach dem Studium der Rechte in Bamberg, Erlangen und München legte Hans F. Zacher die juristischen Staatsexamina 1951 und 1955 ab, während er bereits 1952 zum Dr. jur. promovierte. Sein Doktorvater war der Staats- und Verwaltungsrechtler Hans Nawiasky. Von 1955 bis 1963 arbeitete Zacher in der Bayerischen Inneren Verwaltung und bei Gerichten (Bayerischer Verwaltungsgerichtshof, Bundesverfassungsgericht). 1962 habilitierte er sich und wurde zum ordentlichen Professor für Staats-, Verwaltungs- und Kirchenrecht an die Universität des Saarlandes berufen, wo er von 1963 bis 1971 lehrte. 1971 folgte er dem Ruf der juristischen Fakultät der Universität München und lehrte dort Öffentliches Recht, insbesondere deutsches und bayerisches Staats- und Verwaltungsrecht. 1996 wurde er emeritiert. Zacher lebte im oberbayerischen Pöcking.

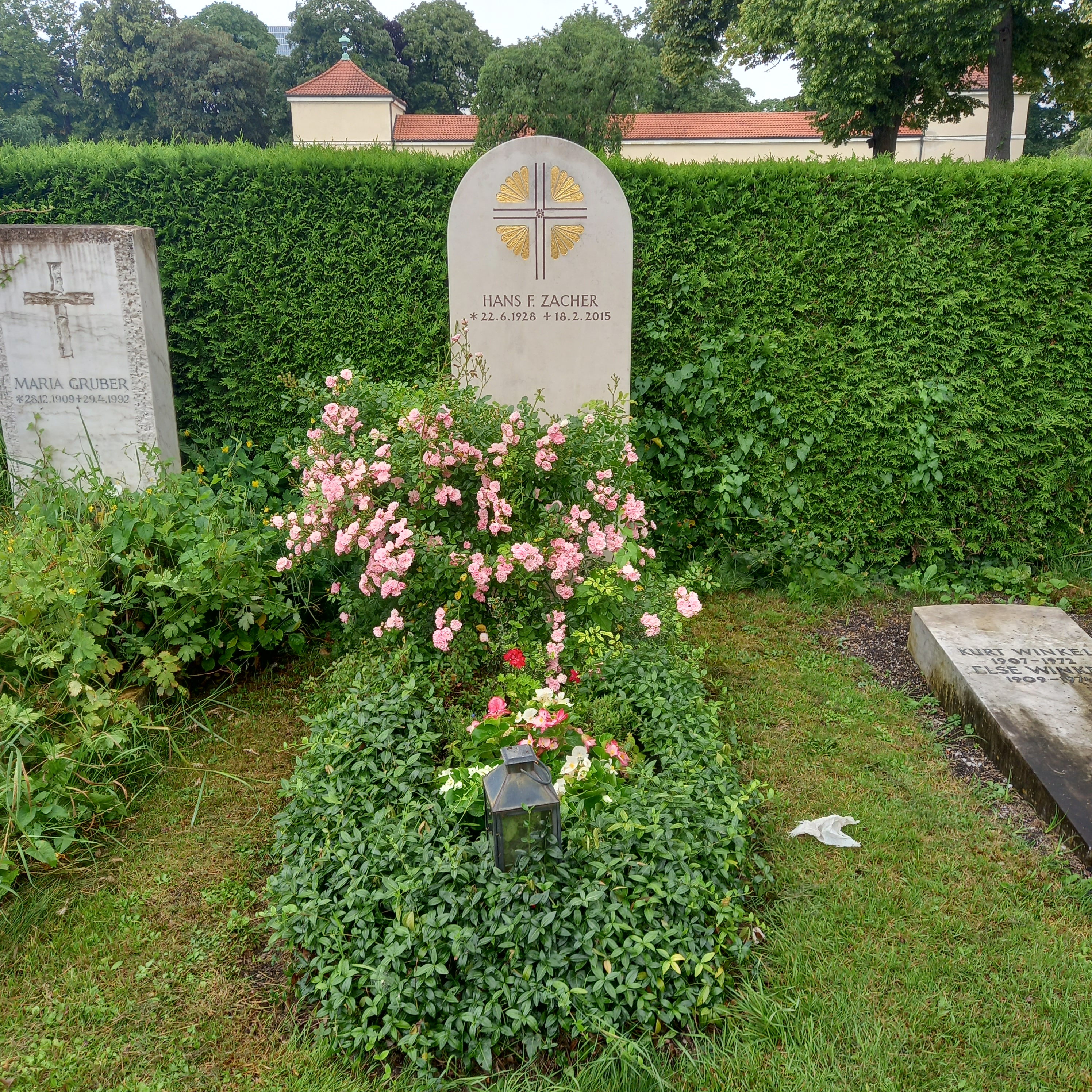
Das Grab von Hans F. Zacher auf dem Nordfriedhof (München)

Von 1975 bis 1980 war er außerdem Leiter der Max-Planck-Projektgruppe für internationales und vergleichendes Sozialrecht; von 1980 bis 1992 Direktor des daraus hervorgegangenen Max-Planck-Instituts für ausländisches und internationales Sozialrecht.
Von 1990 bis 1996 war er Präsident der Max-Planck-Gesellschaft. Als emeritierter Direktor des Instituts gehörte er dem Senat der Max-Planck-Gesellschaft als Ehrenmitglied an. Seit 1997 war er Mitglied des Board of Governors des Weizmann Institute of Science in Rehovot, Israel.
Zacher war Mitbegründer und später Ehrenvorsitzender des Deutschen Sozialrechtsverbands. 1981 wurde er zum ordentlichen Mitglied der Philosophisch-historischen Klasse der Bayerischen Akademie der Wissenschaften gewählt. Er war ferner seit 1994 Mitglied der Päpstlichen Akademie für Sozialwissenschaften in Rom sowie seit 1990 Mitglied der Academia Europaea.
Hans F. Zacher legte zahlreiche Veröffentlichungen auf dem Gebiet des deutschen, vergleichenden, europäischen und internationalen Sozialrechts vor, ebenso zur Sozialpolitik, zum Verfassungsrecht, zum Wirtschaftsrecht, zu Forschungsrecht und Forschungspolitik sowie zu Staat und Kirche. Er war in der Politikberatung (Sozialgesetzbuch-Kommission, Alterssicherungskommission) tätig, zudem seit 1967 Wissenschaftlicher Beirat beim Bundesministerium für Wirtschaft, auch Versicherungsbeirat im Bundesaufsichtsamt, ferner in der Beratung gesellschaftlicher Institutionen (u. a. Vorstand des Deutschen Vereins für öffentliche und private Fürsorge) und darüber hinaus in weiteren europäischen und internationalen Organisationen (u. a. Gründungsmitglied des Europäischen Instituts für Soziale Sicherheit, Mitglied des International Advisory Board des International Council on Social Welfare).

## Auszeichnungen und Ehrungen
- 1983 Bayerischer Verdienstorden
- 1991 Ehrendoktorat der Katholischen Universität Löwen[3]
- 1992 Großes Bundesverdienstkreuz
- 1995 Ehrendoktorat der Universität Breslau
- 1995 Bayerischer Maximiliansorden für Wissenschaft und Kunst
- 1996 Ehrendoktorat des Weizmann Institute of Science, Rehovot/Israel
- 1997 Ehrendoktorat der Universität Szeged
- 1998 Harnack-Medaille der Max-Planck-Gesellschaft[4]
- 2001 Ehrendoktorat der Universität Athen
- 2001 Österreichisches Ehrenkreuz für Wissenschaft und Kunst I. Klasse
- 2004 Offizier im Ordre national du Mérite der Republik Frankreich
- 2015 Leibniz-Medaille der Berlin-Brandenburgischen Akademie der Wissenschaften (postum)

## Schriften (Auswahl)
- Freiheit und Gleichheit in der Wohlfahrtspflege. 1964.
- Freiheitliche Demokratie (= Geschichte und Staat. Band 139/140). München/Wien 1969.
- Pluralität der Gesellschaft als rechtspolitische Aufgabe. In: Der Staat. Band 9, 1970, S. 161–186.
- Arbeitskammern im demokratischen und sozialen Rechsstaat. 1971.
- Bericht über das in der Bundesrepublik Deutschland geltende Wirtschaftsrecht (= Wettbewerb – Rechtsangleichung. Heft 20). Brüssel 1973 (= Rapport sur le droit économique en république fédérale d’Allemagne. Série Concurrence – Rapprochement des Législations. Nr. 20).
- Materialien zum Sozialgesetzbuch. Loseblatt. Percha 1974–1979.
- Internationales und Europäisches Sozialrecht. Eine Sammlung weltweiter und europäischer völkerrechtlicher und supranationaler Quellen und Dokumente. Percha 1976.
- Methodische Probleme des Sozialrechtsvergleichs (= Colloquium der Projektgruppe für Internationales und Vergleichendes Sozialrecht der Max-Planck-Gesellschaft. Schriftenreihe für Internationales und Vergleichendes Sozialrecht. Band 1). Berlin 1977.
- Staat und Gewerkschaften. 1977.
- Sozialrechtsvergleich im Bezugsrahmen internationalen und supranationalen Rechts. Colloquium der Projektgruppe für Internationales und Vergleichendes Sozialrecht der Max-Planck-Gesellschaft (= Schriftenreihe für Internationales und Vergleichendes Sozialrecht. Band 2). Berlin 1978.
- Sozialpolitik und Verfassung im ersten Jahrzehnt der Bundesrepublik Deutschland. Berlin 1980.
- Einführung in das Sozialrecht der Bundesrepublik Deutschland. Heidelberg 1983; 2. Auflage 1983; 3. Auflage. 1985.
- Das soziale Staatsziel. In: Josef Isensee, Paul Kirchhof (Hrsg.): Handbuch des Staatsrechts der Bundesrepublik Deutschland. Band 1, Heidelberg 1987, S. 1045–1111; Neubearbeitung in: Josef Isensee, Paul Kirchhof (Hrsg.): Handbuch des Staatsrechts. Band 2: Verfassungsstaat. Heidelberg 2004, S. 659–784.
- Forschung, Gesellschaft und Gemeinwesen (= Juristische Studiengesellschaft Karlsruhe. Heft 208). Heidelberg 1993.
- Abhandlungen zum Sozialrecht. Hrsg. von Bernd Baron von Maydell und Eberhard Eichenhofer. Heidelberg 1993.
- Grundlagen der Sozialpolitik in der Bundesrepublik Deutschland. In: Geschichte der Sozialpolitik in Deutschland seit 1945. Hrsg. vom Bundesministerium für Arbeit und Sozialordnung/Bundesarchiv. Band 1: Grundlagen der Sozialpolitik. Baden-Baden 2001, S. 333–684.
- Democracy in Debate. The Contribution of the Pontifical Academy of Social Sciences. 2005.
- Sechs Jahrzehnte Rechtsgeschichte. In: Martin Huber, Gerhard Lauer (Hrsg.): Wissenschaft und Universität. Selbstportrait einer Generation. Wolfgang Frühwald zum 70. Geburtstag. 2005, S. 95–144.
- Abhandlungen zum Sozialrecht II. Hrsg. von Ulrich Becker und Franz Ruland. Heidelberg 2008.